# Седиментологија
Седиментологија је геолошка дисциплина која обухвата праћење, моделирање и описивање различитих седиментационих процеса и њихових седимената на Земљиној површи и у њеној дубини. Ти су седиметни исталожени у геолошкој прошлости, али се процес седиментације одвија и данас.
Седиментне стене, односно краће седименти, обухватају стене различитог порекла, састава и различитог начина седиментације. Једне од најчешћих седиментних стена у Србији су кречњаци.